# Evan Taubenfeld
Evan David Taubenfeld (Baltimore, Maryland, 27 juni 1983) is een Amerikaans zanger en gitarist. Hij is voornamelijk bekend als leadgitarist en beste vriend van Avril Lavigne. Op 18 mei 2010 kwam zijn debuutalbum, Welcome to the Blacklist Club, uit.
Taubenfeld heeft een jongere broer Drew en een jongere zus Annie. Hij leerde zichzelf gitaar te spelen door Come as You Are van Nirvana na te spelen. Hij spreekt vloeiend Duits, en ging naar de McDonogh School. Hij zou gaan studeren aan de Berklee College of Music. Hij ontving echter een telefoontje van Josh Sarubin, die hem uitnodigde om auditie te doen voor een nieuw talent dat hij ontdekt had, de jonge Canadese Avril Lavigne.
Taubenfeld bleef in de band van Lavigne tot september 2004. Toen vertrok hij om zich te concentreren op zijn eigen carrière. Op 31 maart 2009 werd Taubenfelds eerste single Boy Meets Girl uitgebracht op iTunes en Amazon.com. Op 13 augustus 2009 werd de clip van It's Like That uitgebracht. Hij was de uitvoerende muzikaal directeur van de kortstondige MTV-show Kaya.
Voor het nummer Evan Way werd een videoclip uitgebracht met scènes uit de internetserie Private. Taubenfeld had een rol in deze serie als Blake Pearson.
- Library of Congress Control Number: no2002086636
- MusicBrainz: 79399e68-2b8e-4c4f-88ee-b4128292d754
- Virtual International Authority File: 1753154260334524480007